# Nat King Cole & Me
Albums de Gregory Porter
Take Me to the Alley
(2016) All Rise
(2020)
Singles
1. Smile
Sortie : 1er septembre 2017
2. Quizás, quizás, quizás
Sortie : 3 novembre 2017
3. The Christmas Song
Sortie : 1er décembre 2017

Nat King Cole & Me est le cinquième album studio du chanteur de jazz américain Gregory Porter. Il est sorti le 27 octobre 2017 sous les labels Blue Note et Decca Records. C'est un album hommage, dans lequel Gregory Porter chante des chansons enregistrées ou inspirées par Nat King Cole. Il a été nommé pour un Grammy Award du meilleur album vocal pop traditionnel en 2019.

## Liste des titres
| No  | Titre                    | Durée |
| --- | ------------------------ | ----- |
| 1.  | Mona Lisa                | 4:19  |
| 2.  | Smile                    | 4:18  |
| 3.  | Nature Boy               | 3:45  |
| 4.  | L-O-V-E                  | 2:09  |
| 5.  | Quizas, Quizas, Quizas   | 4:31  |
| 6.  | Miss Otis Regrets        | 4:31  |
| 7.  | Pick Yourself Up         | 3:12  |
| 8.  | When Love Was King       | 7:44  |
| 9.  | The Lonely One           | 4:34  |
| 10. | Ballerina                | 2:54  |
| 11. | I Wonder Who My Daddy Is | 3:48  |
| 12. | The Christmas Song       | 3:46  |

| 12. | But Beautiful      | 4:33 |
| 13. | Sweet Lorraine     | 3:36 |
| 14. | For All We Know    | 5:33 |
| 15. | The Christmas Song | 3:46 |

## Crédits
- Gregory Porter – voix
- Terence Blanchard – trompette (pistes 4 et 15)
- Christian Sands (en) – piano
- Reuben Rogers (en) – basse
- Ulysses Owens (en) – batterie
- Vince Mendoza (en) – arrangements

## Classements et certifications
| Classement (2017–18)                 | Meilleure position |
| ------------------------------------ | ------------------ |
| Allemagne (Media Control AG)         | 17                 |
| Autriche (Ö3 Austria Top 40)         | 5                  |
| Belgique (Flandre Ultratop)          | 21                 |
| Belgique (Wallonie Ultratop)         | 35                 |
| Écosse (OCC)                         | 3                  |
| Espagne (Promusicae)                 | 34                 |
| États-Unis (Top Jazz Albums)         | 1                  |
| États-Unis (Traditional Jazz Albums) | 1                  |
| France (SNEP)                        | 20                 |
| Irlande (Irish Albums Chart)         | 5                  |
| Italie (FIMI)                        | 80                 |
| Pays-Bas (Mega Album Top 100)        | 12                 |
| Pays-Bas (Vinyl Top 33)              | 2                  |
| Portugal (AFP)                       | 12                 |
| Royaume-Uni (UK Albums Chart)        | 3                  |
| Suisse (Schweizer Hitparade)         | 22                 |

| Classement (2017)                    | Position |
| ------------------------------------ | -------- |
| États-Unis (Traditional Jazz Albums) | 20       |
| Pays-Bas (Vinyl Top 33)              | 48       |
| Royaume-Uni (UK Albums Chart)        | 21       |

### Certifications
| Pays                                                                       | Certification | Ventes certifiées |
| -------------------------------------------------------------------------- | ------------- | ----------------- |
| Royaume-Uni (BPI)                                                          | Or            | 100 000‡          |
| xNon précisé par la certification ‡ventes/streaming selon la certification |               |                   |